# Chiyokawa
Chiyokawa (千代川村, Chiyokawa-mura) était un village situé dans le district de Yūki, préfecture d'Ibaraki au Japon.
En 2003, le village comptait 9 589 habitants et une densité de population d'environ 483,56 âmes par km2. La surface totale occupée par le village est de 19,83 km2.
En 2006, le village a fusionné avec la ville de Shimotsuma et n'est donc plus considéré comme une commune.